# Kira Csinacu
Kira Csinacu (吉良 知夏; Hepburn: Kira Chinatsu) (Óita prefektúra, 1991. július 5. –) japán válogatott labdarúgó.

## Klub
2010 óta az Urawa Reds csapatának játékosa, ahol 140 bajnoki mérkőzésen lépett pályára és 51 gólt szerzett.

## Nemzeti válogatott
A japán U17-es válogatott tagjaként részt vett a 2008-as U17-es világbajnokságon.
2014-ben debütált a japán válogatottban. A japán válogatott tagjaként részt vett a 2014-es Ázsia-kupán. A japán válogatottban 12 mérkőzést játszott.

## Statisztika
| Japán válogatott | Japán válogatott | Japán válogatott |
| Időszak          | Mérk.            | gól              |
| ---------------- | ---------------- | ---------------- |
| 2014             | 12               | 5                |
| Összesen         | 12               | 5                |

## Sikerei, díjai
Japán válogatott
- Ázsia-kupa:  Arany; 2014

Klub
- Japán bajnokság: 2014